# Шоханов Андрій Георгійович
Андрій Георгійович Шоханов (25 червня 1914, місто Нижньодніпровськ Катеринославської губернії — 27 лютого 2016, місто Хмельницький) — український радянський діяч, голова Хмельницького промислового облвиконкому. Депутат ВР УРСР 6-го скликання (1963–1967).

## Життєпис
Народився 25 червня 1914 року в родині робітника у місті Нижньодніпровську, Новомосковського повіту Катеринославська губернія (тепер у складі міста Дніпра).
З 1930 по 1933 рік — учень школи фабрично-заводського навчання, в 1933 році — електрослюсар Нижньодніпровського вагоноремонтного заводу. Закінчив вечірній робітничий факультет. З 1933 року по 1939 рік навчався в Дніпропетровському металургійному інституті. Член ВКП(б) з 1938 року.
Після закінчення інституту з 1939 року працював плавильним майстром, інженером-дослідником, інженером з якості сталі заводу «Дніпроспецсталь» міста Запоріжжя.
За часів німецько-радянської війни служив пропагандистом госпіталю Південного фронту, перебував на посаді секретаря політичного відділу Південного, Закавказького, Північно-Кавказького фронтів. Старший лейтенант.
У 1946 році працював старшим інженером Міністерства місцевої промисловості у місті Кишиневі. З 1946 року по 1951 рік — інструктор, заступник секретаря, 3-й секретар Кам'янець-Подільського міського комітету КП(б)У.
З 1951 до 1953 року — 2-й секретар Проскурівського (Хмельницького) міського комітету Комуністичної партії України. З 1953 до 1956 року працював головою виконавчого комітету Проскурівської (Хмельницької) міської ради депутатів трудящих.
З 1956 до грудня 1957 року —  2-й секретар Хмельницького міського комітету Комуністичної партії України. З грудня 1957 по вересень 1962 року — 1-й секретар Хмельницького міського комітету КПУ. У 1958 році закінчив заочну Вищу партійну школу при ЦК КПРС у Москві.
У вересні 1962 року обраний секретарем Хмельницького обласного комітету Комуністичної партії України.
З січня 1963 року до грудня 1964 року — голова виконавчого комітету Хмельницької промислової обласної ради депутатів трудящих. У грудні 1964 — 1965 року — заступник голови виконавчого комітету Хмельницької обласної ради депутатів трудящих.
У 1965—1974 роках — 1-й секретар Хмельницького міського комітету Комуністичної партії України.
Діяльність Шоханова з розвитку соціально-економічної інфраструктури, будівництва та житлово-комунального господарства дозволила місту Хмельницькому в короткий термін перетворитись у розвинутий в економічному та соціальному відношенні обласний центр. Було збудовано взуттєву та швейну фабрики, аеропорт, молокозавод, маслосирбазу, автобусне депо. Шоханов був ініціатором газифікації та подальшої телефонізації міста Хмельницького. Його особистою заслугою є відкриття загальнотехнічного факультету Львівського поліграфічного інституту, який згодом став першим у місті вищим навчальним закладом (нині Хмельницький національний університет).
За особистий внесок у розвиток місцевого самоврядування в місті Хмельницькому нагороджений Почесною відзнакою Хмельницького міського голови. Звання «Почесний громадянин міста Хмельницького» присвоєно як ветерану служби в органах місцевого самоврядування.
Потім — на пенсії у місті Хмельницькому. 27 лютого 2016 року на 102 році життя відійшов у вічність

## Нагороди
- орден Трудового Червоного Прапора
- орден «Знак Пошани» (24.06.1964)
- два ордени Вітчизняної війни ІІ ст.
- медаль «За бойові заслуги»
- медаль «За оборону Кавказу»
- медаль «За перемогу над Німеччиною у Великій Вітчизняній війні 1941—1945 рр.»
- медалі